# Кутценхаузен
Кутценхаузен (нем. Kutzenhausen) — община в Германии, в Республике Бавария.
Община расположена в правительственном округе Швабия в районе Аугсбург.
По данным на 31 декабря 2015 года:
- территория — 2791,91 га;
- население — 2482 чел.;
- плотность населения — 88,9 чел./км²;
- землеобеспеченность с учётом внутренних вод — 11 248,63 м²/чел.

До 1 января 1994 года община входила в состав административного сообщества Гессертсхаузен.

## Население
По оценке на 31 декабря 2015 года население общины Кутценхаузен составляет 2482 чел. 

| Дата      | 1840 | 1871 | 1900 | 1925 | 1939 | 1950 | 1961 | 1970 | 1987 | 2011 |
| --------- | ---- | ---- | ---- | ---- | ---- | ---- | ---- | ---- | ---- | ---- |
| Население | 1090 | 1147 | 1274 | 1357 | 1287 | 1894 | 1621 | 1792 | 2034 | 2446 |

| Год       | 1960 | 1970 | 1980 | 1990 | 2000 | 2009 | 2010 | 2011 | 2012 | 2013 | 2014 | 2015 |
| --------- | ---- | ---- | ---- | ---- | ---- | ---- | ---- | ---- | ---- | ---- | ---- | ---- |
| Население | 1645 | 1860 | 1930 | 2084 | 2420 | 2493 | 2478 | 2459 | 2473 | 2449 | 2436 | 2482 |